# Protocucujidae
Protocucujidae  là một họ bọ Cánh cứng trong phân bộ Polyphaga.